# عتائق فجرية
العتائق الفجرية (الاسم العلمي: Aigarchaeota) من اليونانية:(αυγη=Aig (تلفظ أفغي) وتعني «فجر، شروق، بداية» + ἀρχαῖα=Archaea تلفظ أراخيا وتعني «قديم أو عتيق=عتائق») هي مجموعة تصنيفية رئيسية من فوق مملكة العتائق من نطاق بدائيات النوى.